# All-Star Game de la NBA 1992

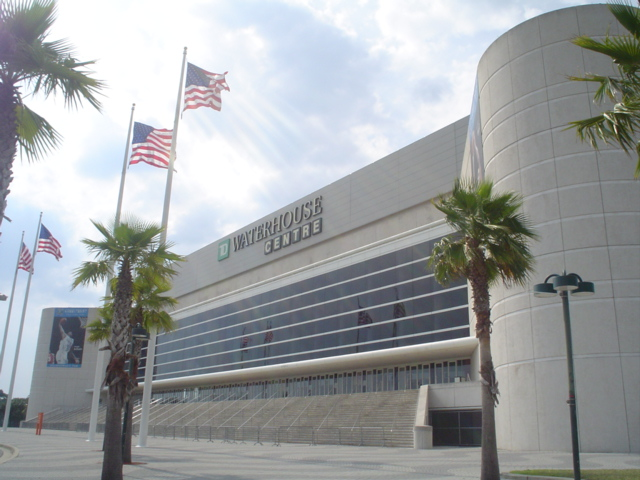
Orlando Arena, sede del All-Star de 1992.

El 42.º All-Star Game de la NBA de la historia se disputó el día 9 de febrero de 1992 en el Orlando Arena de Orlando, Florida, ante 14.272 espectadores. El equipo de la Conferencia Este estuvo dirigido por Phil Jackson, entrenador de Chicago Bulls y el de la Conferencia Oeste por Don Nelson, de Golden State Warriors. La victoria correspondió al equipo del Oeste por 153-113. Fue elegido MVP del All-Star Game de la NBA el base de los Lakers Magic Johnson, que consiguió 25 puntos, 5 rebotes y 9 asistencias, logrando el galardón por segunda vez en su carrera, tras el de 1990. Magic, que el 7 de noviembre de 1991 anunciaba su retiro del baloncesto profesional tras habérsele diagnosticado como portador del virus del sida, regresó a las canchas para jugar este partido, que sirvió como homenaje a su trayectoria deportiva. Los últimos dos minutos del encuentro fueron inolvidables, quizás los más emotivos y recordados de todos los All-Star disputados hasta la fecha. Con el marcador claramente decantado para el equipo del Oeste, Isiah Thomas, gran amigo de Magic, cogió el balón,  siendo defendido por Johnson. Los otros 8 jugadores sobre la pista se apartaron, dejando que se jugaran un uno contra uno. Tras agotar casi la posesión de balón, Thomas lanzó a canasta, sin anotar. En el siguiente ataque del Este, fue Michael Jordan el que se quiso jugar un nuevo uno contra uno ante Magic, repitiéndose los hechos, y fallando el lanzamiento. Con 34 segundos por jugarse, atacó el Oeste, llegándole por fin el balón a Johnson, el cual, sobre la defensa de Thomas, lanzó un triple inverosímil que acabó en canasta, dando los jugadores el partido por concluido. Meses más tarde Johnson regresaría de nuevo a las pistas para disputar los Juegos Olímpicos de Barcelona 92, con el mítico "Dream Team"
Del resto de jugadores, destacar la actuación de Clyde Drexler, que consiguió 22 puntos y 9 rebotes, David Robinson que aportó 19 puntos y 5 rebotes y el base Tim Hardaway, que cedió su puesto en el quinteto titular a Magic, y que consiguió 14 puntos y 7 asistencias.
Se disputaron también el sábado anterior el concurso de triples y el de mates. En el primero resultó ganador por tercer año consecutivo el base de los Bulls Craig Hodges, que ganó en la final a Jim Les por un apretado 16-15. En el concurso de mates, el ganador fue Cedric Ceballos, de Phoenix Suns, que derrotó a  Larry Johnson en la final por 97,2-66,0, con un mate final con una venda sobre sus ojos.

## Estadísticas

### Conferencia Oeste
| CONFERENCIA OESTE |              |     |     |     |     |     |     |     |     |
| Jugador           | Equipo       | MIN | TCA | TCI | TLA | TLI | REB | AST | PTS |
| Karl Malone       | Utah         | 19  | 5   | 7   | 1   | 2   | 7   | 3   | 11  |
| Chris Mullin      | Golden State | 24  | 6   | 7   | 0   | 0   | 1   | 3   | 13  |
| David Robinson    | San Antonio  | 18  | 7   | 9   | 5   | 8   | 5   | 2   | 19  |
| Clyde Drexler     | Portland     | 28  | 10  | 15  | 0   | 0   | 9   | 6   | 22  |
| Magic Johnson     | L.A. Lakers  | 29  | 9   | 12  | 4   | 4   | 5   | 9   | 25  |
| Tim Hardaway      | Golden State | 20  | 5   | 10  | 2   | 2   | 0   | 7   | 14  |
| Hakeem Olajuwon   | Houston      | 20  | 3   | 6   | 1   | 1   | 4   | 2   | 7   |
| Jeff Hornacek     | Phoenix      | 24  | 5   | 7   | 0   | 0   | 2   | 3   | 11  |
| Otis Thorpe       | Houston      | 4   | 1   | 1   | 0   | 0   | 0   | 0   | 2   |
| James Worthy      | L.A. Lakers  | 14  | 4   | 7   | 1   | 1   | 4   | 1   | 9   |
| John Stockton     | Utah         | 18  | 5   | 8   | 0   | 0   | 1   | 5   | 12  |
| Dan Majerle       | Phoenix      | 12  | 2   | 5   | 0   | 0   | 3   | 2   | 4   |
| Dikembe Mutombo   | Denver       | 10  | 2   | 4   | 0   | 0   | 2   | 1   | 4   |
| Totales           |              | 240 | 64  | 98  | 14  | 20  | 43  | 44  | 153 |

MIN: Minutos. TCA: Tiros de campo anotados. TCI: Tiros de campo intentados. TLA: Tiros libres anotados. TLI: Tiros libres intentados. REB: Rebotes. AST: Asistencias. PTS: Puntos

### Conferencia Este
| CONFERENCIA ESTE  |              |                                        |                                        |                                        |                                        |                                        |                                        |                                        |                                        |
| Jugador           | Equipo       | MIN                                    | TCA                                    | TCI                                    | TLA                                    | TLI                                    | REB                                    | AST                                    | PTS                                    |
| Scottie Pippen    | Chicago      | 21                                     | 6                                      | 13                                     | 2                                      | 3                                      | 4                                      | 1                                      | 14                                     |
| Charles Barkley   | Philadelphia | 28                                     | 6                                      | 14                                     | 0                                      | 0                                      | 9                                      | 1                                      | 12                                     |
| Patrick Ewing     | New York     | 17                                     | 4                                      | 7                                      | 2                                      | 5                                      | 4                                      | 0                                      | 10                                     |
| Isiah Thomas      | Detroit      | 28                                     | 7                                      | 14                                     | 0                                      | 0                                      | 1                                      | 5                                      | 15                                     |
| Michael Jordan    | Chicago      | 31                                     | 9                                      | 17                                     | 0                                      | 0                                      | 1                                      | 5                                      | 18                                     |
| Mark Price        | Cleveland    | 15                                     | 1                                      | 5                                      | 4                                      | 4                                      | 0                                      | 3                                      | 6                                      |
| Brad Daugherty    | Cleveland    | 15                                     | 3                                      | 8                                      | 0                                      | 0                                      | 6                                      | 1                                      | 6                                      |
| Joe Dumars        | Detroit      | 17                                     | 2                                      | 7                                      | 0                                      | 0                                      | 1                                      | 3                                      | 4                                      |
| Dennis Rodman     | Detroit      | 25                                     | 2                                      | 7                                      | 0                                      | 0                                      | 13                                     | 0                                      | 4                                      |
| Reggie Lewis      | Boston       | 15                                     | 3                                      | 7                                      | 1                                      | 2                                      | 4                                      | 2                                      | 7                                      |
| Kevin Willis      | Atlanta      | 14                                     | 4                                      | 10                                     | 0                                      | 0                                      | 4                                      | 0                                      | 8                                      |
| Michael Adams     | Washington   | 14                                     | 4                                      | 8                                      | 0                                      | 0                                      | 1                                      | 1                                      | 9                                      |
| Larry Bird        | Boston       | Seleccionado, pero no jugó por lesión. | Seleccionado, pero no jugó por lesión. | Seleccionado, pero no jugó por lesión. | Seleccionado, pero no jugó por lesión. | Seleccionado, pero no jugó por lesión. | Seleccionado, pero no jugó por lesión. | Seleccionado, pero no jugó por lesión. | Seleccionado, pero no jugó por lesión. |
| Dominique Wilkins | Atlanta      | Seleccionado, pero no jugó por lesión. | Seleccionado, pero no jugó por lesión. | Seleccionado, pero no jugó por lesión. | Seleccionado, pero no jugó por lesión. | Seleccionado, pero no jugó por lesión. | Seleccionado, pero no jugó por lesión. | Seleccionado, pero no jugó por lesión. | Seleccionado, pero no jugó por lesión. |
| Totales           |              | 240                                    | 51                                     | 117                                    | 9                                      | 14                                     | 48                                     | 22                                     | 113                                    |

MIN: Minutos. TCA: Tiros de campo anotados. TCI: Tiros de campo intentados. TLA: Tiros libres anotados. TLI: Tiros libres intentados. REB: Rebotes. AST: Asistencias. PTS: Puntos

## Sábado

### Concurso de Triples
| Pos. | Jugador         | Equipo              | 1ª ronda | Semifinal    | Final        |
| ---- | --------------- | ------------------- | -------- | ------------ | ------------ |
| B    | Craig Hodges    | Chicago Bulls       | 16       | 15           | 16           |
| B    | Jim Les         | Sacramento Kings    | 15       | 19           | 15           |
| A    | Mitch Richmond  | Sacramento Kings    | 12       | 11           | No clasificó |
| E    | Dražen Petrović | New Jersey Nets     | 13       | 8            | No clasificó |
| B    | Dell Curry      | Charlotte Hornets   | 11       | No clasificó | No clasificó |
| B    | John Stockton   | Utah Jazz           | 11       | No clasificó | No clasificó |
| E    | Craig Ehlo      | Cleveland Cavaliers | 10       | No clasificó | No clasificó |
| E    | Jeff Hornacek   | Phoenix Suns        | 7        | No clasificó | No clasificó |

### Concurso de Mates
| Jugador                   | 1ª ronda         | Semifinales      | Final                 |
| ------------------------- | ---------------- | ---------------- | --------------------- |
| Cedric Ceballos (Phoenix) | 85.4 (43.1+42.3) | 90.4 (45.7+44.7) | 97.2 (47.2+50.0-43.3) |
| Larry Johnson (Charlotte) | 98.0 (48.6+49.4) | 98.0 (49.6+48.4) | 66.0 (33.5+32.5-0.0a) |
| Nick Anderson (Orlando)   | 88.6 (47.4+41.2) | 89.8 (46.0+43.8) |                       |
| John Starks (New York)    | 89.6 (42.6+47.0) | 87.9 (43.1+44.8) |                       |
| Doug West (Minnesota)     | 84.1 (44.3+39.8) |                  |                       |
| Shawn Kemp (Seattle)      | 81.4 (47.4+34.0) |                  |                       |
| Stacey Augmon (Atlanta)   | 79.5 (44.7+34.8) |                  |                       |

a Johnson no intentó su último mate, ya que no podía alcanzar la victoria.